# Luca Margaroli
Luca Margaroli (Brescia, 15 febbraio 1992) è un tennista svizzero, originario dell'Italia.

## Biografia
Nato a Brescia da genitori liguri, si è spostato con loro in Svizzera all'età di sei anni. Ha due sorelle, una delle quali, Silvia, è stata tennista a livello juniores. Attualmente vive a Lugano ma si allena a Vienna, dove è seguito da Gilbert Schaller.
Studia Scienze Motorie a Milano.
Nell'estate del 2020, subito dopo l'emergenza coronavirus in Svizzera, ha organizzato a Lugano lo Swiss Master Cadro, torneo-esibizione che ha permesso ai tennisti professionisti elvetici di ambo i sessi di tornare brevemente in attività, nel rispetto delle norme di sicurezza.

## Caratteristiche tecniche
Destrimane specializzato nel doppio, gioca un tennis classico caratterizzato dal rovescio con una sola mano.

## Carriera
Nel 2015 ha esordito nella squadra svizzera di Coppa Davis: è stato l'ultimo partner in doppio di Marco Chiudinelli.
In singolare non si è mai aggiudicato titoli. In doppio invece ha vinto alcuni tornei Challenger e numerosi tornei ITF; nella relativa classifica ATP ha raggiunto nel 2019 la 128ª posizione. In carriera, sempre in doppio, conta alcune partecipazioni nel tabellone principale di tornei dell'ATP Tour e ha vinto in totale tre incontri.

## Statistiche
Aggiornate al 18 marzo 2024.

### Tornei minori

#### Doppio

##### Vittorie (28)
| Legenda tornei minori |
| Challenger (6)        |
| ITF (22)              |

| N. | Data              | Torneo                               | Superficie  | Compagno                      | Avversari in finale                    | Punteggio            |
| 1. | 18 giugno 2016    | Fergana Challenger, Fergana          | Cemento     | Yannick Jankovits             | Toshihide Matsui Vishnu Vardhan        | 6–4, 7–6(4)          |
| 2. | 16 settembre 2016 | Morocco Tennis Tour, Meknès          | Terra rossa | Mohamed Safwat                | Pedro Martínez Oriol Roca Batalla      | 6–4, 6–4             |
| 3. | 4 maggio 2019     | Ostrava Open, Ostrava                | Terra rossa | Filip Polášek                 | Thiemo de Bakker Tallon Griekspoor     | 6–4, 2–6, [10–8]     |
| 4. | 28 settembre 2019 | Firenze Tennis Cup, Firenze          | Terra rossa | Adil Shamasdin                | Gerard Granollers Pujol Pedro Martínez | 7–5, 6(8)–7, [14–12] |
| 5. | 5 agosto 2023     | Sauerland Open, Lüdenscheid          | Terra rossa | Santiago Fa Rodríguez Taverna | Jakob Schnaitter Kai Wehnelt           | 7–6(4), 6–4          |
| 6. | 21 ottobre 2023   | AAT Challenger Santa Fe II, Santa Fe | Terra rossa | Santiago Fa Rodríguez Taverna | Franco Agamenone Mariano Kestelboim    | 7–6(2), 6–4          |